# Fotbal na Letních olympijských hrách 1924
Fotbalový turnaj na Letních olympijských hrách 1924 byl čtvrtý oficiální fotbalový turnaj na olympijských hrách. Vítězem se stala uruguayská fotbalová reprezentace, která rok před tím vyhrála Mistrovství Jižní Ameriky ve fotbale 1923.

## První kolo
| 25. května 1924 15:30 |       |           |                                                                   |

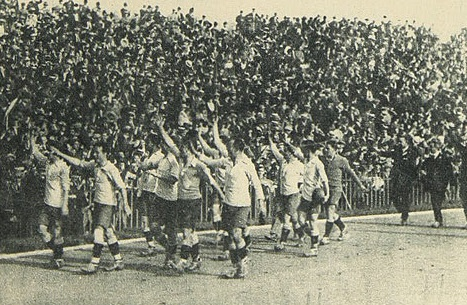
Uruguayská fotbalová reprezentace na LOH 1924

| Itálie                | 1 : 0 | Španělsko | Stade Olympique, Colombes diváci: 18 991 rozhodčí: Marcel Slawick |
| Vallana 84' (vl.)     |       |           | Stade Olympique, Colombes diváci: 18 991 rozhodčí: Marcel Slawick |

| 25. května 1924 15:30                           |       |                |                                                                        |
| Československo                                  | 5 : 2 | Turecko        | Stade Bergeyre, Paříž diváci: 4 344 rozhodčí: Peder Christian Andersen |
| Sloup 21' Sedláček 28', 37' Novák 64' Čapek 74' |       | Refet 63', 82' | Stade Bergeyre, Paříž diváci: 4 344 rozhodčí: Peder Christian Andersen |

| 25. května 1924 15:30                                                                  |       |       |                                                               |
| Švýcarsko                                                                              | 9 : 0 | Litva | Stade Pershing, Paříž diváci: 8 110 rozhodčí: Antonio Scamoni |
| Sturzenegger 2', 43', 68', 85' Dietrich 14' Abegglen 41', 50', 58' Ramseyer 63' (pen.) |       |       | Stade Pershing, Paříž diváci: 8 110 rozhodčí: Antonio Scamoni |

| 25. května 1924 17:15 |       |          |                                                         |
| USA                   | 1 : 0 | Estonsko | Stade Pershing, Paříž diváci: 8 110 rozhodčí: Paul Putz |
| Straden 15' (pen.)    |       |          | Stade Pershing, Paříž diváci: 8 110 rozhodčí: Paul Putz |

| 26. května 1924 16:00                                          |       |            |                                                                  |
| Uruguay                                                        | 7 : 0 | Jugoslávie | Stade Olympique, Colombes diváci: 3 025 rozhodčí: Georges Vallat |
| Vidal 20' Scarone 23' Cea 50', 80' Petrone 35', 61' Romano 58' |       |            | Stade Olympique, Colombes diváci: 3 025 rozhodčí: Georges Vallat |

| 26. května 1924 17:00                          |       |        |                                                                |
| Maďarsko                                       | 5 : 0 | Polsko | Stade Bergeyre, Paříž diváci: 3 578 rozhodčí: Johannes Mutters |
| Eisenhoffer 14' Hirzer 51', 58' Opata 70', 87' |       |        | Stade Bergeyre, Paříž diváci: 3 578 rozhodčí: Johannes Mutters |

## Druhé kolo
| 27. května 1924 17:00                              |       |          |                                                                |
| Francie                                            | 7 : 0 | Lotyšsko | Stade de Paris, Paříž diváci: 5 145 rozhodčí: Henri Christophe |
| Crut 17', 28', 55' Nicolas 25', 50' Boyer 71', 87' |       |          | Stade de Paris, Paříž diváci: 5 145 rozhodčí: Henri Christophe |

| 27. května 1924 16:00                                     |       |          |                                                                |
| Nizozemsko                                                | 6 : 0 | Rumunsko | Stade Olympique, Colombes diváci: 1 840 rozhodčí: Felix Herren |
| Hurgronje 8' Pijl 32', 52', 66', 68' de Natris 69' (pen.) |       |          | Stade Olympique, Colombes diváci: 1 840 rozhodčí: Felix Herren |

| 28. května 1924 17:00 |                |                  |                                                                        |
| Švýcarsko             | 1 : 1 (prodl.) | Československo   | Stade Bergeyre, Paříž diváci: 9 157 rozhodčí: Peder Christian Andersen |
| Dietrich 79'          |                | Sloup 21' (pen.) | Stade Bergeyre, Paříž diváci: 9 157 rozhodčí: Peder Christian Andersen |

Opakovaný zápas
| 30. května 1924 17:00 |       |                |                                                             |
| Švýcarsko             | 1 : 0 | Československo | Stade Bergeyre, Paříž diváci: 5 673 rozhodčí: Marcel Slawik |
| Pache 87'             |       |                | Stade Bergeyre, Paříž diváci: 5 673 rozhodčí: Marcel Slawik |

| 28. května 1924 16:00 |       |           |                                                                 |
| Irsko                 | 1 : 0 | Bulharsko | Stade Olympique, Colombes diváci: 1 659 rozhodčí: Henri Henriot |
| Duncan 75'            |       |           | Stade Olympique, Colombes diváci: 1 659 rozhodčí: Henri Henriot |

| 29. května 1924 14:15          |       |             |                                                                 |
| Itálie                         | 2 : 0 | Lucembursko | Stade Pershing, Paříž diváci: 4 254 rozhodčí: Olivier De Ricard |
| Baloncieri 20' Della Valle 38' |       |             | Stade Pershing, Paříž diváci: 4 254 rozhodčí: Olivier De Ricard |

| 29. května 1924 16:00                                            |       |            |                                                                      |
| Švédsko                                                          | 8 : 1 | Belgie     | Stade Olympique, Colombes diváci: 8 532 rozhodčí: Heinrich Retschury |
| Kock 8', 24', 77' Rydell 20', 61', 83' Brommesson 30' Keller 46' |       | Larnoe 67' | Stade Olympique, Colombes diváci: 8 532 rozhodčí: Heinrich Retschury |

| 29. května 1924 17:00    |       |          |                                                            |
| Egypt                    | 3 : 0 | Maďarsko | Stade de Paris, Paříž diváci: 4 371 rozhodčí: Luis Collina |
| Yakan 4', 58' Hegazi 40' |       |          | Stade de Paris, Paříž diváci: 4 371 rozhodčí: Luis Collina |

| 29. května 1924 17:00        |       |     |                                                                |
| Uruguay                      | 3 : 0 | USA | Stade Bergeyre, Paříž diváci: 10 455 rozhodčí: Charles Barette |
| Petrone 10', 44' Scarone 15' |       |     | Stade Bergeyre, Paříž diváci: 10 455 rozhodčí: Charles Barette |

## Čtvrtfinále
| 1. června 1924 16:00 |       |                                             |                                                                             |
| Francie              | 1 : 5 | Uruguay                                     | Stade Olympique, Colombes diváci: 30 868 rozhodčí: Peder Christian Andersen |
| Nicolas 12'          |       | Scarone 2', 24' Petrone 58', 68' Romano 83' | Stade Olympique, Colombes diváci: 30 868 rozhodčí: Peder Christian Andersen |

| 1. června 1924 16:00                            |       |       |                                                                |
| Švédsko                                         | 5 : 0 | Egypt | Stade Pershing, Paříž diváci: 6 484 rozhodčí: Henri Christophe |
| Kaufeldt 5', 71' Brommesson 31', 34' Rydell 49' |       |       | Stade Pershing, Paříž diváci: 6 484 rozhodčí: Henri Christophe |

| 2. června 1924 17:00          |       |                 |                                                                |
| Švýcarsko                     | 2 : 1 | Itálie          | Stade Bergeyre, Paříž diváci: 8 359 rozhodčí: Johannes Mutters |
| Sturzenegger 47' Abegglen 60' |       | Della Valle 52' | Stade Bergeyre, Paříž diváci: 8 359 rozhodčí: Johannes Mutters |

| 2. června 1924 17:00 |                |           |                                                                  |
| Nizozemsko           | 2 : 1 (prodl.) | Irsko     | Stade de Paris, Paříž diváci: 1 506 rozhodčí: Heinrich Retschury |
| Formenoy 7', 104'    |                | Ghent 33' | Stade de Paris, Paříž diváci: 1 506 rozhodčí: Heinrich Retschury |

## Semifinále
| 5. června 1924 17:00 |       |          |                                                                    |
| Švýcarsko            | 2 : 1 | Švédsko  | Stade Olympique, Colombes diváci: 7 448 rozhodčí: Mihaly Ivancsics |
| Abegglen 15', 77'    |       | Kock 41' | Stade Olympique, Colombes diváci: 7 448 rozhodčí: Mihaly Ivancsics |

| 6. června 1924 17:00       |       |            |                                                                  |
| Uruguay                    | 2 : 1 | Nizozemsko | Stade Olympique, Colombes diváci: 7 088 rozhodčí: Georges Vallat |
| Cea 62' Scarone 81' (pen.) |       | Pijl 32'   | Stade Olympique, Colombes diváci: 7 088 rozhodčí: Georges Vallat |

## O 3. místo
| 8. června 1924 16:00 |                |              |                                                                      |
| Švédsko              | 1 : 1 (prodl.) | Nizozemsko   | Stade Olympique, Colombes diváci: 9 915 rozhodčí: Heinrich Retschury |
| Kaufeldt 44'         |                | le Fèvre 77' | Stade Olympique, Colombes diváci: 9 915 rozhodčí: Heinrich Retschury |

Opakovaný zápas
| 9. června 1924 14:30          |       |                     |                                                                    |
| Švédsko                       | 3 : 1 | Nizozemsko          | Stade Olympique, Colombes diváci: 40 522 rozhodčí: Youssuf Mohamed |
| Rydell 34', 77' Lundquist 42' |       | Formenoy 43' (pen.) | Stade Olympique, Colombes diváci: 40 522 rozhodčí: Youssuf Mohamed |

## Finále
| 9. června 1924 16:30          |       |           |                                                                   |
| Uruguay                       | 3 : 0 | Švýcarsko | Stade Olympique, Colombes diváci: 40 522 rozhodčí: Marcel Slawick |
| Petrone 9' Cea 65' Romano 82' |       |           | Stade Olympique, Colombes diváci: 40 522 rozhodčí: Marcel Slawick |

## Medailisté
| Zlato   | Uruguay   |
| Stříbro | Švýcarsko |
| Bronz   | Švédsko   |

- Československo - (9 místo) Antonín Hojer, Emil Seifert, František Hochmann, František Hojer, František Kolenatý, Jan Novák, Jaroslav Červený, Josef Čapek, Josef Novák, Josef Pleticha, Josef Sedláček, Josef Sloup-Štaplík, Jaroslav Vlček, Josef Jelínek, Karel Pešek, Otto Krompholz, Otto Novák, Pavel Mahrer, Rudolf Sloup-Štapl